# Woodbridge (del av en befolkad plats)
Woodbridge är en del av en befolkad plats i Australien. Den ligger i kommunen Swan och delstaten Western Australia, omkring 14 kilometer nordost om delstatshuvudstaden Perth.
Runt Woodbridge är det ganska tätbefolkat, med 111 invånare per kvadratkilometer.. Närmaste större samhälle är Perth, omkring 14 kilometer sydväst om Woodbridge.
Trakten runt Woodbridge består till största delen av jordbruksmark. Genomsnittlig årsnederbörd är 763 millimeter. Den regnigaste månaden är juli, med i genomsnitt 131 mm nederbörd, och den torraste är december, med 14 mm nederbörd.